# 渡辺競
渡辺 競（わたなべ の きおう/きそう）は、平安時代末期の武将。源頼政の家臣。

## 略歴
右馬允・渡辺昇（渡辺満の子?）、あるいは渡辺播磨次郎省の子と伝わる。
父祖以来摂津源氏の郎党である渡辺氏の一族として、源頼政の忠実な臣下として行動し、保元元年（1156年）の保元の乱などにおいて頼政に従い出陣したことが見える。治承4年（1180年）の以仁王の挙兵にあたっては、当初偽って敵方の平宗盛に投降し、その愛馬『南鐐』を奪って頼政の元に参陣。その際、先立って頼政の嫡男・仲綱が愛馬のことで宗盛に辱めを受けていたことの報復として、馬のたてがみと尾の毛をそり、尻に「昔は何両、今は平宗盛入道」の焼印をして突き返し、宗盛を激怒せしめたという逸話が知られる（『平家物語』四・競）。宗盛は「必ず競を生け捕りにせよ」との命を出すが、競は宇治平等院において奮戦の末に自害した。
異説としては、伊賀国阿拝郡島ヶ原村に逃れ、その子孫が「島ヶ原渡辺氏」あるいは、「島ヶ原党」を名乗ったとされる。家紋は三星下一文字を同じくした。また、子・馴（なつく）の後裔も奥州相馬氏の家臣となった奥州渡辺氏（島ヶ原渡辺氏）を初めとして、その子孫を後世に伝えたとされる。
その人物像については、『源平盛衰記』14・「三位入道入寺事」に、「弓矢取りては並敵もなく、心も剛に謀もいみじかりけるが、而も王城第一の美男なり」と描写されている。